# Erik Hulthén

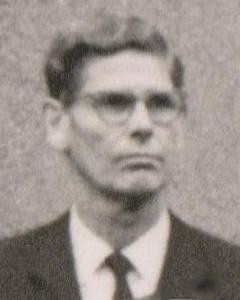
Erik Hulthén, 1963 in Kopenhagen

Erik Vilhelm Hulthén (* 19. September 1891 in Helsingborg; † 19. Januar 1972) war ein schwedischer Physiker.
Hulthén promovierte 1923 an der Universität Lund bei Manne Siegbahn über die Kombinationsbeziehungen unter den Bandenspektren und war danach bis 1927 Dozent in Lund, von 1925 bis 1927 mit einem Stipendium an der Michigan State University, 1927/28 bei Niels Bohr in Kopenhagen und ab 1929 Professor für Experimentalphysik an der Universität Stockholm. 1959 ging er in den Ruhestand.
Von 1929 bis 1957 war er Mitglied des Nobelkomitees für Physik.
Ab 1931 war er Mitglied der Königlich Schwedischen und ab 1951 der Königlich Dänischen Akademie der Wissenschaften. 1953 wurde er zum Mitglied der Königlichen Physiographischen Gesellschaft in Lund ernannt.